# Luoze
Luoze (auch Lodue genannt) (* 10. Mai 1962 in Tibet) ist ein chinesischer Bergsteiger. Er hat derzeit 13 Achttausender-Hauptgipfel und einen Nebengipfel bestiegen.
In den Jahren 1990, 1999 und 2008 stand er auf dem Mount Everest. 1993 konnte er den Gipfel des Dhaulagiri erreichen, ein Jahr später die des Shishapangma und des Cho Oyu. Es folgte im Jahr 1995 der Gasherbrum II und 1996 der Manaslu. Mit den Besteigungen von Kangchendzönga und Lhotse im Jahr 1998 schaffte er es, zwei der vier höchsten Berge der Welt in einem Jahr zu besteigen. Im Jahr 2001 erreichte er den Vorgipfel des Broad Peak. Es folgten Makalu (2003) und K2 (2004). Im Jahr 2006 stand er auf dem höchsten Punkt der Annapurna, ein Jahr später auf dem des Gasherbrum I. Da er selbst der Meinung ist, die Broad-Peak-Besteigung vollständig gemacht zu haben, zählt er sich selbst zu den wenigen Bergsteigern, die auf allen Achttausendern standen.